# Haefliger-Zeeman unknotting theorem
Das Haefliger-Zeeman unknotting theorem (deutsch etwa: Entknotungssatz von Haefliger und Zeeman) ist ein Lehrsatz aus dem mathematischen Gebiet der Differentialtopologie. Er gibt leicht nachprüfbare Bedingungen, wann sich zwei Einbettungen einer Mannigfaltigkeit in einen euklidischen Raum {\displaystyle \mathbb {R} ^{n}} ineinander verformen lassen (d. h. zueinander isotop sind). Es ist nach André Haefliger und E. C. Zeeman benannt.

## Voraussetzungen

Eine Isotopie von Einbettungen des Intervalls in die Ebene.

Es sei {\displaystyle M} eine differenzierbare Mannigfaltigkeit. Sie heißt {\displaystyle k}-zusammenhängend falls die Homotopiegruppen {\displaystyle \pi _{i}M} für alle {\displaystyle i\leq k} trivial sind. Eine Einbettung 
{\displaystyle f\colon M\to \mathbb {R} ^{n}}
in den euklidischen Raum {\displaystyle \mathbb {R} ^{m}} ist eine differenzierbare Abbildung, die eine Immersion und eine topologische Einbettung, d. h. ein Homöomorphismus auf ihr Bild (insbesondere injektiv) ist.
Zwei Einbettungen {\displaystyle f_{0},f_{1}} heißen isotop, wenn es eine glatte Homotopie
{\displaystyle H\colon M\times \left[0,1\right]\to \mathbb {R} ^{n}}
mit {\displaystyle H(.,0)=f_{0},H(.,1)=f_{1}} gibt, so dass für jedes {\displaystyle t\in \left[0,1\right]} die Abbildung {\displaystyle H(.,t)\colon M\to \mathbb {R} ^{n}} eine Einbettung ist.

## Satz von Haefliger-Zeeman
Für {\displaystyle m\geq 2k+2} und {\displaystyle n\geq 2m-k+1} sind alle Einbettungen {\displaystyle k}-zusammenhängender {\displaystyle m}-dimensionaler Mannigfaltigkeiten in den {\displaystyle \mathbb {R} ^{n}} zueinander isotop.

## Spezialfälle

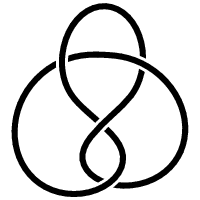
Diese Einbettung des Kreises ist nicht isotop zum Unknoten.

### Zusammenhängende Mannigfaltigkeiten
Im Fall {\displaystyle k=0} erhält man: für {\displaystyle m\geq 2} und {\displaystyle n\geq 2m+1} sind alle Einbettungen zusammenhängender {\displaystyle m}-dimensionaler Mannigfaltigkeiten in den {\displaystyle \mathbb {R} ^{n}} zueinander isotop.
Dieser Satz stimmt nicht für {\displaystyle m=1}: es gibt zahlreiche nicht zueinander isotope Knoten im {\displaystyle \mathbb {R} ^{3}}. 

### Einfach zusammenhängende Mannigfaltigkeiten
Im Fall {\displaystyle k=1} erhält man: für {\displaystyle m\geq 4} und {\displaystyle n\geq 2m} sind alle Einbettungen einfach zusammenhängender {\displaystyle m}-dimensionaler Mannigfaltigkeiten in den {\displaystyle \mathbb {R} ^{n}} zueinander isotop.